# Clint Black

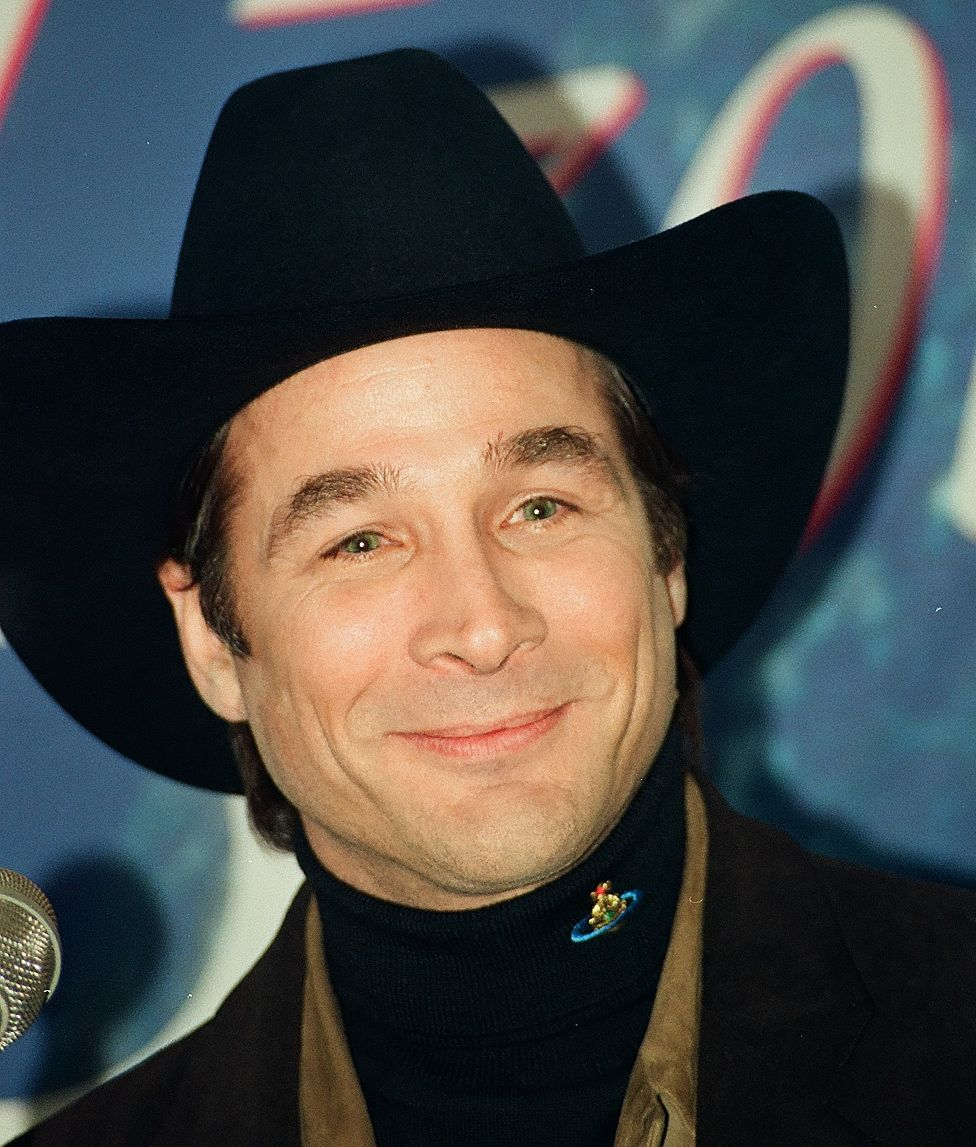
Clint Black (2000)

Clinton Patrick „Clint“ Black (* 4. Februar 1962 in Long Branch, New Jersey) ist ein US-amerikanischer Country-Sänger, -Songwriter, -Musiker und Produzent. Der mit dem Grammy ausgezeichnete Black erreichte zwischen 1989 und 1999 mit 13 Titeln die Spitze der Billboard Country Songs. In den ersten Jahren galt er neben Garth Brooks als der dominierende Country-Sänger der 1990er Jahre. Zwar überholte ihn Brooks schnell, jedoch belegte Black am Ende des Jahrzehnts den vierten Platz aller Country-Künstler der USA.

## Anfänge
Clinton „Clint“ Black wuchs in Texas als jüngster von vier Brüdern auf. Mit 15 lernte er Gitarre spielen und wurde dann Bassgitarrist in der Band seines Bruders Kevin. 1987 lernte er den Gitarristen und Songwriter Hayden Nicholas kennen. Sie begannen gemeinsam Songs zu schreiben und konnten ein Jahr später Bill Ham, den Manager von ZZ Top, auf sich aufmerksam zu machen. Ham vermittelte Black noch im selben Jahr einen Vertrag mit RCA.

## Karriere

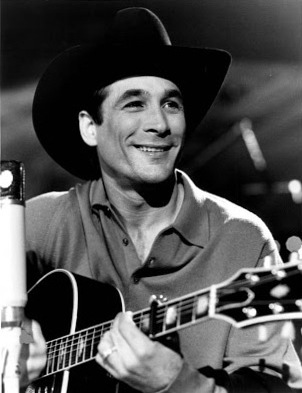
Clint Black (1994)

Blacks erste Single A Better Man erreichte 1989 auf Anhieb Platz 1 der Country-Charts. Seine kurz darauf erschienenes Album Killin' Time verkaufte sich mehr als drei Millionen Mal und erreichte 3-fach-Platin-Status. Außerdem wurden drei weitere Nummer-1-Singles ausgekoppelt. Der Erfolg konnte ein Jahr später mit dem Album Put Yourself in My Shoes wiederholt werden. Erneut wurden mehr als drei Millionen Tonträger verkauft, und erneut gab es mehrere Single-Auskopplungen, die Spitzenplätze erreichten. 1992 erschien das dritte Album The Hard Way, das Platz 2 der Country-Charts belegte, ebenso wie das Folgealbum No Time to Kill aus dem Jahr 1993.
In den Folgejahren erschienen immer wieder Studioalben von Black, die sich alle in den Top 10 der Country-Charts platzieren konnten, zuletzt 1999 das Album D'lectrified. Nach fünf Jahren Pause erschien 2004 bei dem von Black neu gegründeten Label Equity Music Group das Album Spend My Time, das auch wieder Platz 3 der Country-Charts erreichte. 2005 erschien das Album Drinkin' Songs & Other Logic, das nicht an die vorherigen Erfolge anknüpfen konnte.
Black erhielt zahlreiche Auszeichnungen wie Best Album, Best Single, Best Male Vocalist, Artist of the Year, Songwriter of the Year von den wichtigsten Country-Preisen wie den CMA und ACM Awards. 1999 folgte ein Grammy, für den er über die Jahrzehnte insgesamt elf Mal nominiert wurde. 1991 wurde er in die Grand Ole Opry aufgenommen. 2015 veröffentlichte er das Album On Purpose. Im Sommer 2020 folgte Out of Sane. Bis zu diesem Zeitpunkt hat Black den Auszeichnungen der RIAA nach alleine in den USA 12,5 Millionen Alben verkauft.

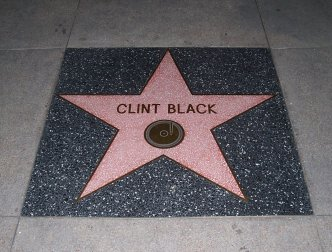
Clint Blacks Stern auf dem Hollywood Walk of Fame.

## Privatleben
1991 heiratete Black die Sängerin und Schauspielerin Lisa Hartman, die gemeinsame Tochter kam 2001 zur Welt. Gemeinsam standen Hartman und Black 1998 für den Fernsehfilm Cadillac Jack: Ein Cowboy gibt nie auf vor der Kamera und traten auch als Duett-Partner in Erscheinung. Von September bis November 2020 nahmen die beiden gemeinsam als Snow Owls an der vierten Staffel der US-amerikanischen Version von The Masked Singer teil und erreichten den zehnten von insgesamt 16 Plätzen.

## Diskografie

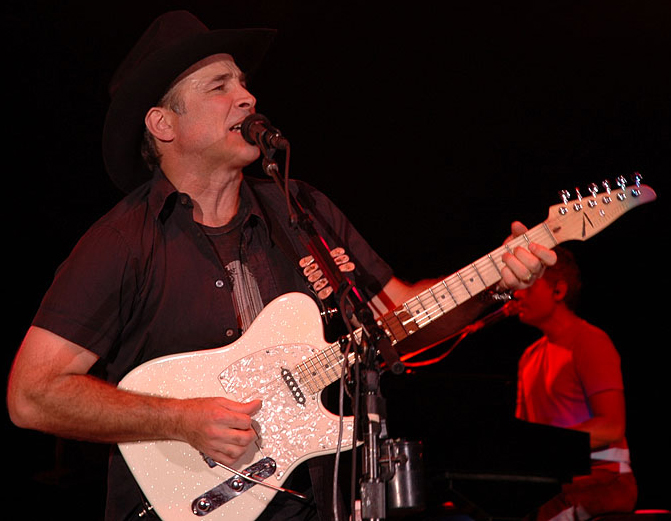
Clint Black (vor 2009)

### Alben
| Jahr | Titel Musiklabel                   | Höchstplatzierung, Gesamtwochen, AuszeichnungChartplatzierungen (Jahr, Titel, Musiklabel, Platzierungen, Wochen, Auszeichnungen, Anmerkungen) | Höchstplatzierung, Gesamtwochen, AuszeichnungChartplatzierungen (Jahr, Titel, Musiklabel, Platzierungen, Wochen, Auszeichnungen, Anmerkungen) | Anmerkungen |
| Jahr | Titel Musiklabel                   | US | Country | Anmerkungen |
| ---- | ---------------------------------- | --- | --- | ----------- |
| 1989 | Killin’ Time RCA                   | US31 ×3Dreifachplatin · (143 Wo.)US | Country1 (195 Wo.)Country |             |
| 1990 | Put Yourself In My Shoes RCA       | US18 ×3Dreifachplatin · (80 Wo.)US | Country1 (111 Wo.)Country |             |
| 1992 | The Hard Way RCA                   | US8 Platin · (41 Wo.)US | Country2 (55 Wo.)Country |             |
| 1993 | No Time To Kill RCA                | US14 Platin · (52 Wo.)US | Country2 (75 Wo.)Country |             |
| 1994 | One Emotion RCA                    | US37 Platin · (33 Wo.)US | Country8 (62 Wo.)Country |             |
| 1995 | Looking For Christmas RCA          | US138 (7 Wo.)US | Country25 (10 Wo.)Country |             |
| 1997 | Nothin’ But The Taillights RCA     | US43 Platin · (43 Wo.)US | Country4 (81 Wo.)Country |             |
| 1999 | D’lectrified RCA                   | US75 Gold · (23 Wo.)US | Country7 (72 Wo.)Country |             |
| 2004 | Spend My Time Equity               | US27 (7 Wo.)US | Country3 (16 Wo.)Country |             |
| 2004 | Christmas With You                 | — | Country46 (3 Wo.)Country |             |
| 2005 | Drinkin’ Songs and Other Logic RCA | — | Country36 (3 Wo.)Country |             |
| 2007 | The Love Songs                     | — | Country37 (4 Wo.)Country |             |
| 2015 | One Purpose                        | — | Country13 (3 Wo.)Country |             |

Weitere Alben
- 2019: Still Killin’ Time

### Kompilationen
| Jahr | Titel Musiklabel     | Höchstplatzierung, Gesamtwochen, AuszeichnungChartplatzierungen (Jahr, Titel, Musiklabel, Platzierungen, Wochen, Auszeichnungen, Anmerkungen) | Höchstplatzierung, Gesamtwochen, AuszeichnungChartplatzierungen (Jahr, Titel, Musiklabel, Platzierungen, Wochen, Auszeichnungen, Anmerkungen) | Anmerkungen |
| Jahr | Titel Musiklabel     | US | Country | Anmerkungen |
| ---- | -------------------- | --- | --- | ----------- |
| 1996 | Greatest Hits RCA    | US12 (40 Wo.)US | Country2 (104 Wo.)Country |             |
| 2001 | Greatest Hits II RCA | US97 ×2Doppelplatin · (7 Wo.)US | Country8 (51 Wo.)Country |             |
| 2003 | Super Hits 2         | — | Country53 (11 Wo.)Country |             |
| 2003 | Ultimate Clint Black | — | Country39 (17 Wo.)Country |             |
| 2007 | 16 Biggest Hits      | — | Country72 (2 Wo.)Country |             |
| 2013 | When I Said I Do     | US162 (3 Wo.)US | Country30 (14 Wo.)Country |             |

Weitere Kompilationen
- 1998: Super Hits
- 2018: The Clint Black Christmas Collection

### EPs
- 2008: The Long Cool EP

### Singles
| Jahr | Titel Album                                                 | Höchstplatzierung, Gesamtwochen, AuszeichnungChartplatzierungen (Jahr, Titel, Album, Platzierungen, Wochen, Auszeichnungen, Anmerkungen) | Höchstplatzierung, Gesamtwochen, AuszeichnungChartplatzierungen (Jahr, Titel, Album, Platzierungen, Wochen, Auszeichnungen, Anmerkungen) | Anmerkungen                                                      |
| Jahr | Titel Album                                                 | US | Country | Anmerkungen                                                      |
| --- | ----------------------------------------------------------- | --- | --- | ---------------------------------------------------------------- |
| 1989 | A Better Man Killin’ Time                                   | US— GoldUS | Country1 (24 Wo.)Country |                                                                  |
| 1989 | Killin’ Time                                                | US— PlatinUS | Country1 (21 Wo.)Country |                                                                  |
| 1990 | Nobody’s Home Killin’ Time                                  | — | Country1 (26 Wo.)Country |                                                                  |
| 1990 | Walking Away Killin’ Time                                   | — | Country1 (25 Wo.)Country |                                                                  |
| 1990 | Nothing’s News Killin’ Time                                 | — | Country3 (21 Wo.)Country |                                                                  |
| 1990 | Put Yourself In My Shoes                                    | — | Country4 (20 Wo.)Country |                                                                  |
| 1990 | Til’ Santa’s Gone (I Just Can’t Wait) Home for the Holidays | — | Country34 (16 Wo.)Country |                                                                  |
| 1991 | Loving Blind Put Yourself In My Shoes                       | — | Country1 (20 Wo.)Country |                                                                  |
| 1991 | Where Are You Now Put Yourself In My Shoes                  | — | Country1 (20 Wo.)Country |                                                                  |
| 1991 | One More Payment Put Yourself In My Shoes                   | — | Country7 (20 Wo.)Country |                                                                  |
| 1992 | We Tell Ourselves The Hard Way                              | — | Country2 (20 Wo.)Country |                                                                  |
| 1992 | Burn One Down The Hard Way                                  | — | Country4 (20 Wo.)Country |                                                                  |
| 1993 | When My Ship Comes In The Hard Way                          | — | Country1 (20 Wo.)Country |                                                                  |
| 1993 | A Bad Goodbye No Time to Kill                               | US43 (11 Wo.)US | Country2 (20 Wo.)Country | mit Wynonna                                                      |
| 1993 | No Time to Kill                                             | — | Country3 (20 Wo.)Country |                                                                  |
| 1993 | State Of Mind No Time to Kill                               | — | Country2 (20 Wo.)Country |                                                                  |
| 1993 | Tuckered Out –                                              | — | Country74 (1 Wo.)Country | B-Seite von State of Mind                                        |
| 1994 | A Good Run Of Bad Luck No Time to Kill                      | — | Country1 (20 Wo.)Country |                                                                  |
| 1994 | Half The Man No Time to Kill                                | — | Country4 (20 Wo.)Country |                                                                  |
| 1994 | Untanglin’ My Mind One Emotion                              | — | Country4 (20 Wo.)Country |                                                                  |
| 1995 | Wherever You Go One Emotion                                 | — | Country3 (20 Wo.)Country |                                                                  |
| 1995 | Summer’s Comin’ One Emotion                                 | — | Country1 (20 Wo.)Country |                                                                  |
| 1995 | One Emotion                                                 | — | Country2 (20 Wo.)Country |                                                                  |
| 1995 | Life Gets Away One Emotion                                  | — | Country4 (20 Wo.)Country |                                                                  |
| 1995 | The Kid Looking for Christmas                               | — | Country67 (3 Wo.)Country |                                                                  |
| 1996 | Like The Rain Greatest Hits                                 | US— GoldUS | Country1 (20 Wo.)Country |                                                                  |
| 1996 | Half Way Up Greatest Hits                                   | — | Country6 (20 Wo.)Country |                                                                  |
| 1997 | Something That We Do Nothin’ But The Taillights             | US76 (9 Wo.)US | Country2 (21 Wo.)Country |                                                                  |
| 1997 | Still Holding On Nothin’ But The Taillights                 | — | Country11 (20 Wo.)Country | mit Martina McBride                                              |
| 1998 | Nothin’ But The Taillights                                  | — | Country1 (29 Wo.)Country |                                                                  |
| 1998 | The Shoes You’re Wearing Nothin’ But The Taillights         | — | Country1 (20 Wo.)Country |                                                                  |
| 1998 | Loosen Up My Strings Nothin’ But The Taillights             | — | Country12 (20 Wo.)Country |                                                                  |
| 1999 | You Don’t Need Me Now Nothin’ But The Taillights            | — | Country29 (15 Wo.)Country |                                                                  |
| 1999 | When I Said I Do D’lectrified                               | US31 Gold · (20 Wo.)US | Country1 (27 Wo.)Country |                                                                  |
| 2000 | Been There D’lectrified                                     | US44 (20 Wo.)US | Country5 (22 Wo.)Country | mit Steve Wariner                                                |
| 2000 | Love She Can’t Live Without D’lectrified                    | — | Country30 (20 Wo.)Country |                                                                  |
| 2001 | Easy For Me To Say Greatest Hits II                         | — | Country27 (20 Wo.)Country | mit Lisa Hartman Black                                           |
| 2002 | Money Or Love Greatest Hits II                              | — | Country50 (6 Wo.)Country |                                                                  |
| 2003 | Iraq And Roll –                                             | — | Country42 (7 Wo.)Country |                                                                  |
| 2004 | Hey Good Lookin’ –                                          | US63 (11 Wo.)US | Country8 (20 Wo.)Country | mit Jimmy Buffett, Kenny Chesney, Alan Jackson und George Strait |
| 2004 | Spend My Time                                               | — | Country16 (4 Wo.)Country |                                                                  |
| 2004 | The Boogie Man Spend My Time                                | — | Country51 (9 Wo.)Country |                                                                  |
| 2004 | My Imagination Spend My Time                                | — | Country42 (8 Wo.)Country |                                                                  |
| 2004 | Christmas With You Christmas with You                       | — | Country54 (1 Wo.)Country |                                                                  |
| 2005 | Rainbow In The Rain Drinkin’ Songs and Other Logic          | — | Country44 (11 Wo.)Country |                                                                  |
| 2006 | Drinkin’ Songs & Other Logic Drinkin’ Songs and Other Logic | — | Country54 (7 Wo.)Country |                                                                  |
| 2007 | The Strong One The Long Cool EP                             | — | Country37 (30 Wo.)Country |                                                                  |
| 2008 | Long Cool Woman The Long Cool EP                            | — | Country58 (2 Wo.)Country |                                                                  |
| Folgende Lieder erschienen nicht als Single, wurden aber durch das Album zum Download und Streaming bereitgestellt und konnten somit eine Platzierung erlangen: |                                                             | | |                                                                  |
| |                                                             | | |                                                                  |
| 1992 | This Nightlife The Hard Way                                 | — | Country61 (8 Wo.)Country |                                                                  |
| 1993 | Desperado Common Thread: The Songs of the Eagles            | — | Country54 (20 Wo.)Country |                                                                  |

Weitere Singles
- 2005: Code of the West
- 2006: Heartaches
- 2015: Time for That
- 2016: You Still Get to Me (mit Lisa Hartman Black)
- 2016: Still Calling It News
- 2019: This Old House (mit Trace Adkins, Dierks Bentley, Sara Evans, Cody Jinks, Michael Ray, Darius Rucker, Travis Tritt & Steve Wariner)

### Gastbeiträge
| Jahr | Titel Album                         | Höchstplatzierung, Gesamtwochen, AuszeichnungChartplatzierungen (Jahr, Titel, Album, Platzierungen, Wochen, Auszeichnungen, Anmerkungen) | Höchstplatzierung, Gesamtwochen, AuszeichnungChartplatzierungen (Jahr, Titel, Album, Platzierungen, Wochen, Auszeichnungen, Anmerkungen) | Anmerkungen            |
| Jahr | Titel Album                         | US | Country | Anmerkungen            |
| ---- | ----------------------------------- | --- | --- | ---------------------- |
| 1991 | Hold On Partner Tribute             | — | Country42 (10 Wo.)Country | mit Roy Rogers         |
| 1992 | Hotel Whiskey Maverick              | — | Country54 (11 Wo.)Country | mit Hank Williams, Jr. |
| 1998 | Same Old Train Tribute to Tradition | — | Country59 (5 Wo.)Country | mit Various Artists    |

### Videoalben
- 1990: Put Yourself In My Shoes (US: Gold)

## Auszeichnungen für Musikverkäufe
| Goldene Schallplatte - Kanada - 1992: für das Album The Hard Way - 1994: für das Album No Time To Kill - 1998: für das Album Nothin’ But The Taillights | Platin-Schallplatte - Kanada - 1990: für das Album Killin’ Time - 1991: für das Album Put Yourself In My Shoes - 1995: für das Album One Emotion - 1998: für das Album The Greatest Hits |

Anmerkung: Auszeichnungen in Ländern aus den Charttabellen bzw. Chartboxen sind in ebendiesen zu finden.
| Land/RegionAuszeichnungen für Musikverkäufe (Land/Region, Auszeichnungen, Verkäufe, Quellen) | Gold     | Platin       | Verkäufe   | Quellen         |
| -------------------------------------------------------------------------------------------- | -------- | ------------ | ---------- | --------------- |
| Kanada (MC)                                                                                  | 3× Gold3 | 4× Platin4   | 550.000    | musiccanada.com |
| Vereinigte Staaten (RIAA)                                                                    | 5× Gold5 | 13× Platin13 | 15.050.000 | riaa.com        |
| Insgesamt                                                                                    | 8× Gold8 | 17× Platin17 |            |                 |

## Die bedeutendsten Auszeichnungen
| Jahr | Org. | Award                     | Titel            |
| ---- | ---- | ------------------------- | ---------------- |
| 1989 | ACM  | Album of the Year         | Killin’ Time     |
| 1989 | ACM  | Single of the Year        | A Better Man     |
| 1989 | ACM  | Top Male Vocalist         |                  |
| 1989 | ACM  | Top New Male Vocalist     |                  |
| 1989 | CMA  | Horizon Award             |                  |
| 1990 | CMA  | Male Vocalist of the Year |                  |
| 1990 | TNN  | Album of the Year         | Killin’ Time     |
| 1990 | TNN  | Star of Tomorrow          |                  |
| 1999 | ACM  | Vocal Event of the Year   | When I Said I Do |